# Afonso Teles da Silva, 3.º alcaide de Campo Maior
D. Afonso Teles da Silva (c. 1426 - c. 1503) 3.º Alcaide de Campo Maior e de Ouguela, foi um nobre português do século XV, governador da praça marroquina de Arzila em 1460 e 1461.

## Biografia
Era filho de Rui Gomes da Silva, 1.º alcaide de Campo Maior (1391 - 1452) com D. Isabel de Menezes (casaram no ano de 1422), filha natural de D. Pedro de Menezes, 1.º Conde de Vila Real.
Não era o filho primogênito, mas acabou por herdar a casa e senhorios de seu pai por morte de seu irmão mais velho, Pero ou Pedro Gomes da Silva, 2.º alcaide de Campo Maior, sem descendência.
Descendia dos Silvas pelo lado paterno e dos Teles de Menezes pelo lado materno - duas das linhagens mais antigas do noroeste da Península Ibérica. 
Teve influentes relações familiares na corte da época, pois um dos seus irmãos, D. Diogo da Silva, foi elevado a Conde de Portalegre em 1496 e um outro, Fernão Gomes da Silva, foi Alcaide-mor de Alpalhão. Outros dois irmãos - o Beato Amadeu da Silva e Santa Beatriz da Silva - foram figuras importantes na Igreja Católica do século XV.
Além disso, os seus cunhados foram também personagens influentes, contando-se entre eles João Rodrigues Ribeiro, 3.º senhor de Figueiró e Pedrógão, Álvaro de Sousa, senhor de Miranda e Alcaide-mor de Arronches, Gil de Magalhães, senhor da terra da Nóbrega, D. Martinho de Ataíde, 2.º conde de Atouguia e D. João de Azevedo, bispo do Porto.
Recebeu de D. Afonso V a mercê da Alcaidaria-mor de Campo Maior e Ouguela em 29 de abril de 1463 (onde aparece com o nome de Afonso Teles de Meneses, como também é frequentemente chamado em documentos da época) e é referido como exercendo esses cargos, já como membro do Conselho do Rei, em 20 de janeiro de 1472. As mercês foram-lhe novamente confirmadas em 29.08.1478, em Évora, por carta de D. Afonso V, com a faculdade delas passarem, por sucessão, a seu filho maior.
Serviu no Norte de África como fronteiro de seu tio, o conde D. Duarte de Meneses e, num período de ausência deste, como governador de Arzila em 1460-61.

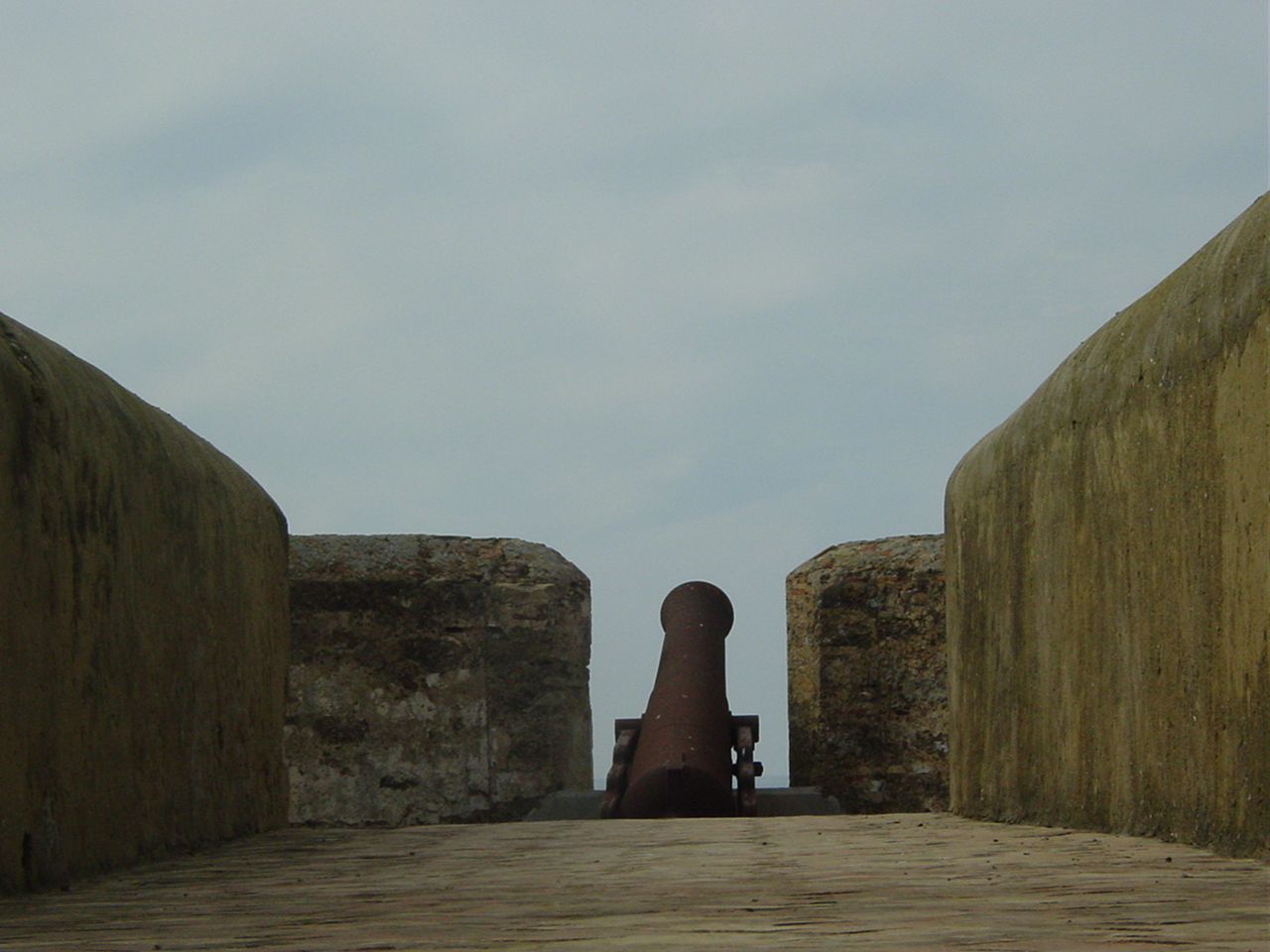
As muralhas da praça marroquina de Arzila, onde Afonso Teles da Silva foi governador nos anos de 1460 e 1461

Faleceu antes de 24 de março de 1503, data da mercê de D. Manuel I que nomeou seu filho Rui Gomes Alcaide de Campo Maior e Ouguela, "com todas as rendas, foros, direitos, tributos e liberdades que pertencem a essa Alcaidaria, tal como tinha seu pai, Afonso Teles, falecido".

## Casamento e descendência
Casou, cerca de 1450, com D. Joana de Azevedo, da linhagem dos Malafaias, senhores de Belas. Era filha de Luís Gonçalves Malafaia, vedor da Fazenda e irmã de D. João de Azevedo, bispo do Porto e de D. Filipa de Azevedo, condessa de Atouguia. Sua avó materna era Joana Gomes da Silva, herdeira da honra e torre de Silva, o ancestral solar da casa de Silva, sendo assim D. Joana e Afonso Teles parentes próximos.
Seu filho primogênito, D. Rui Gomes da Silva, foi 4.º alcaide de Campo Maior por mercê de 24.03.1503, havendo casado com Urraca de Moura. 
Deste enlace provieram dois ramos de Silvas: o  que continuou com a alcaidaria de Campo Maior, a qual veio a passar por sucessão em linha feminina para os Lobo da Silveira e depois para os Alcáçova Carneiro (cuja representação está na descendência de D. Maria de Alcáçova Carneiro, filha do 7.º Alcaide, que casou com Lopo de Brito, neto do 2.º capitão de Ceilão e, depois de enviuvar, com Jerónimo Correia Baharem); e o dos morgados de Xévora, que passou por sucessão para os Melos, alcaides de Elvas e condes de S. Lourenço.